# U 96 (1940)
El U 96 fue un submarino alemán de la Segunda Guerra Mundial del tipo VIIC que entró en servicio en septiembre de 1940 y fue comandado por el capitán de fragata Heinrich Lehmann-Willenbrock hasta marzo de 1942. 

## Historial de servicio
Como parte de la 7.ª Flotilla y con base en Saint Nazaire, Francia, llevó a cabo 11 patrullas en las cuales hundió 28 buques por un total de 190 094 toneladas y dañó otros cuatro por un total de 33 043 toneladas hasta su hundimiento el 30 de marzo de 1945 en Wilhelmshaven a manos de bombarderos de los Estados Unidos, patrullas en las que no murió ni uno sólo de sus tripulantes. El submarino era también famoso por su emblema —un pez sierra riendo—, que acabó por ser el emblema de la 9.ª flotilla una vez que Lehmann-Willenbrock tomara el mando del U-Boot en 1942.

## Leyenda
En 1941, el corresponsal de guerra Lothar-Günther Buchheim acompañó a la tripulación del U 96 en una de sus patrullas con la orden de fotografiar y describir al submarino en acción para fines de propaganda. De sus experiencias, escribió una breve historia: Die Eichenlaubfahrt (La patrulla de hojas de roble), que fue seguida en 1975 por la novela Das Boot (El submarino) y una crónica no ficticia en 1976, U-Boot-Krieg (Guerra de submarinos). En 1981, Wolfgang Petersen adaptó la novela en la película del mismo nombre, considerada uno de los mejores filmes sobre submarinos jamás hechos. En 2018 se adaptó para televisión con la serie Das Boot (serie) de 8 capítulos dirigida por Andreas Prochaska.

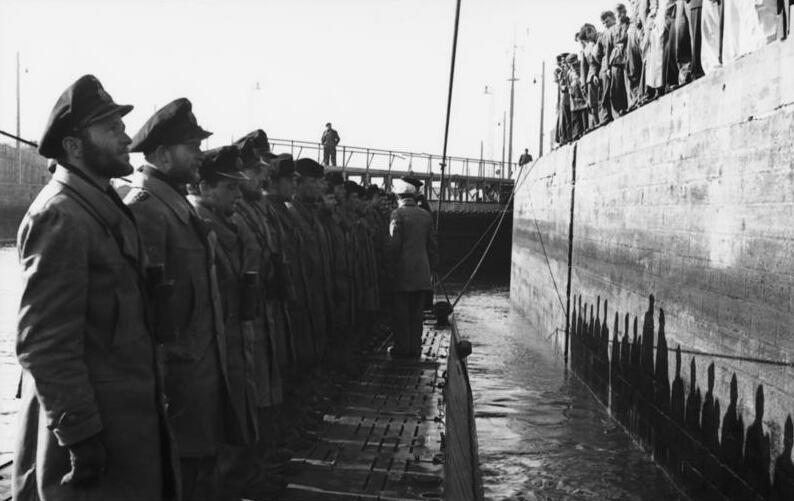
El U 96 zarpando de Saint Nazaire el 23 de marzo de 1942.
Emblema que portaba el submarino en su vela

## Comandantes delU 96[1]
- Capitán de fragata Heinrich Lehmann-Willenbrock (1911-1986), de septiembre de 1940 a marzo de 1942. Condecorado con la Cruz de Caballero de la Cruz de Hierro.
- Teniente de navío (Kapitänleutnant) Hans-Jürgen Hellriegel (1917-1944), marzo de 1942 a marzo de 1943. Condecorado con la Cruz de Caballero de la Cruz de Hierro. (Hellriegel y la tripulación del U 543 encontrarían la muerte el 2 de julio de 1944 cerca de Tenerife, al ser hundido con cargas de profundidad y un torpedo de un avión TBF Avenger del portaaviones USS Wake Island).[2]
- Teniente de navío Wilhelm Peters (20 jun 1916, Hannover, Alemania-1 dic 1987), de marzo de 1943 a junio de 1944.[3]
- Teniente primero Robert Rix (20 mar 1907, Kiel, Alemania-1960), de julio de 1944 a febrero de 1945.

## Final delU 96
El U 96 fue hundido el 30 de marzo de 1945 durante un bombardeo estadounidense al puerto de Wilhelmshaven.